# Lassafieber
Das Lassafieber ist eine meldepflichtige Erkrankung und gehört wie das Marburgfieber zu den viralen hämorrhagischen Fiebern.

## Geschichte
Das Lassafieber wurde 1969 zum ersten Mal beschrieben. Zu dieser Zeit starb in Nigeria eine amerikanische Missionsschwester, eine weitere erkrankte und wurde zur Behandlung in die USA ausgeflogen. Das Virus wurde nach der Stadt Lassa im heutigen Bundesstaat Borno benannt, in der die erste Krankenschwester gearbeitet hatte. In New York City traten unter Wissenschaftlern, die das Virus isolierten, zwei Laborinfektionen auf, einer der Infizierten verstarb infolge der Erkrankung.

## Erreger

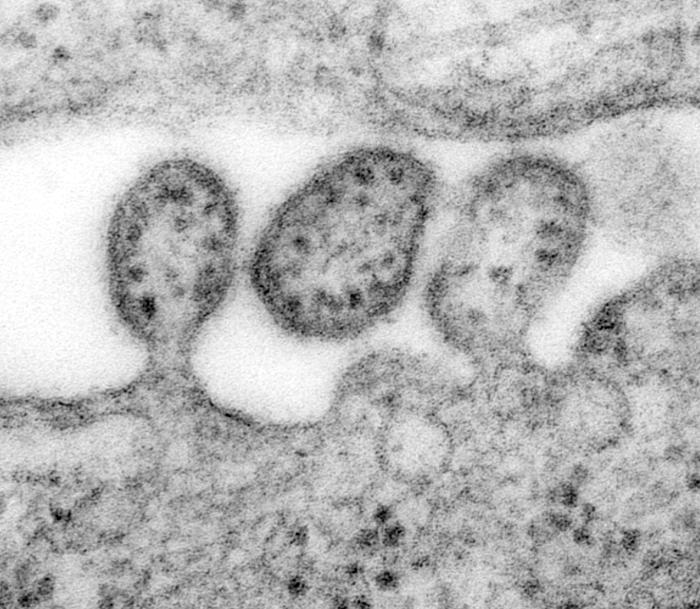
Virion des Lassa-Virus

Der Verursacher des Lassa-Fiebers ist ein behülltes einzel(−)-Strang-RNA-Virus = ss(−)RNA mit hoher Virulenz und gehört zu Gattung Arena-Virus und damit zur Familie Arenaviridae. Zur selben Virenfamilie gehören auch die Erreger des Juninfiebers und des Machupofiebers. Sie alle werden der höchsten biologischen Sicherheitsstufe 4 zugeordnet.
Vom Lassa-Virus sind bisher vier serologische Subtypen bekannt: Typ Nigeria, Sierra Leone, Liberia und Typ Zentralafrikanische Republik.
Die relativ hohe Sterblichkeit der durch diese Viren ausgelösten Erkrankung deutet darauf hin, dass die Lassa-Viren noch nicht besonders stark an den Menschen angepasst sind. Ein an seinen Wirt angepasstes Virus hat kein Interesse im Sinne eines Selektionsdrucks daran, ihn zu zerstören, denn es braucht ihn für seine Vermehrung. Serologische Daten lassen jedoch vermuten, dass zumindest in Westafrika etwa 90 bis 95 % aller Infektionen ohne Krankheitsausbruch verlaufen könnten. Das würde bedeuten, dass regional begrenzt bei den einheimischen Menschen im natürlichen Verbreitungsgebiet des Virus eine Anpassung des Menschen oder der Viren schon stattgefunden hat.
Als natürlicher Reservoirwirt für das Lassa-Virus ist neben anderen Kleinnagern hauptsächlich die Natal-Vielzitzenmaus (Mastomys natalensis) festgestellt worden.

## Epidemiologie
Man findet das Lassa-Virus ständig präsent (endemisch) in den westafrikanischen Ländern Senegal, Gambia, Mali, Guinea, Liberia, Sierra Leone, Elfenbeinküste, Ghana, Burkina Faso und Nigeria. Daneben ist es auch in weiteren tropischen Ländern wie der Zentralafrikanischen Republik und Namibia festgestellt worden. Verwandte Viren gibt es aber auf dem ganzen afrikanischen Kontinent, diese lösen jedoch bei Menschen keine Erkrankung aus. In den genannten Gebieten sind bis zu 15 Prozent der Vielzitzenmäuse mit dem Virus infiziert.
Schätzungen zufolge kommen in Westafrika jedes Jahr etwa 100.000–300.000 Fälle von Lassa-Fieber vor, etwa 70 % verlaufen subklinisch. Die Sterblichkeitsrate rangiert zwischen 2 % in den Dörfern, 15–16 % in den Krankenhäusern und 30–50 % bei schwangeren Frauen. In Westafrika kam es mehrfach zu Ausbrüchen in Krankenhäusern vor allem in Nigeria, Liberia und Sierra Leone, häufig mit Todesfällen unter dem medizinischen Personal. In Deutschland wurden in der Vergangenheit sporadisch eingeschleppte Fälle beobachtet. Im März 2016 steckte sich in Alzey (Rheinland-Pfalz) ein Bestatter womöglich mit dem Lassa-Virus an, nachdem er mit der Leiche eines Ende Februar in der Kölner Uniklinik verstorbenen Mannes in Kontakt gekommen war. Dieser hatte zuvor in Togo als Krankenpfleger gearbeitet und sich dort mit dem Virus infiziert, was jedoch erst mehrere Tage nach seinem Tod festgestellt wurde. Da der Mann in einem frühen Stadium in die Sonderisolierstation des Universitätsklinikums Frankfurt am Main aufgenommen wurde, bestanden gute Heilungsaussichten. Nach fünf Wochen in der Klinik wurde der Patient als geheilt entlassen.

## Übertragung
Das Lassa-Virus wird durch die Natal-Vielzitzenmaus (Mastomys natalensis) per Kontaktinfektion bzw. Schmierinfektion über die Ausscheidungen der Tiere auf anschließend vom Menschen verzehrte Lebensmittel übertragen. Daneben können die Erregerviren auch über Tröpfcheninfektion, Wundinfektion und durch Sekrete direkt von Mensch zu Mensch wie auch durch Geschlechtsverkehr übertragen werden. Vor dem Krankheitsausbruch – also während der Inkubationszeit – ist lediglich über das Blut eine Übertragungsmöglichkeit durch infizierte Menschen festgestellt worden.
Bisher ging man von einem saisonalen Anstieg der Inzidenz während der Trockenzeit von Januar bis März aus. In Sierra Leone hingegen wurde ein Epidemiegipfel im Übergang zur Regenzeit (Mai bis November) beobachtet.

## Krankheitsbild

### Krankheitsverlauf
Die Inkubationszeit des Lassa-Fiebers beträgt zwischen 6 und 21 Tagen, meist jedoch 7 bis 10 Tage.
Nach einem schleichenden Krankheitsbeginn mit Abgeschlagenheit, grippeähnlichen Muskel- und Gliederschmerzen, Übelkeit und Kopfschmerzen entsteht ein Dauerfieber (Kontinuafieber) von 40 °C. Ab dem 3. bis 7. Tag stellen sich zuerst Entzündungserscheinungen im Rachen ein, später dann weißliche Plaques und Ulzerationen. Die Patienten sind stark allgemeinreduziert und apathisch. Die Zervikallymphknoten (Halslymphknoten) sind vergrößert und druckdolent (Schmerzen bei Druck auf den Lymphknoten).
Ab dem 7. Tag entsteht oft ein makulo-papulöses Exanthem (fleckiger Hautausschlag mit kleinen, erhabenen Knötchen) im Gesicht, am Hals und an den Armen beginnend, das sich dann auf den ganzen Körper ausbreitet. Um die gleiche Zeit treten kolikartige Bauchschmerzen auf, der Stuhl ist von breiiger Konsistenz bis hin zu Durchfall. Erbrechen ist aufgrund des schlechten Allgemeinzustandes möglich. Gelegentlich kommt es zur generalisierten Lymphknotenschwellung. Die Krise tritt zwischen dem 7. und 14. Tag ein. Die Nahrungsaufnahme ist wegen der Ulzerationen und Schwellungen erschwert; auch die Atmung kann beeinträchtigt sein. Die meisten Patienten weisen eine Hepato-Splenomegalie (Leber- und Milzvergrößerung) auf. Zur hämorrhagischen Diathese (Blutungsneigung) kommt es aufgrund der verminderten Gerinnungsfaktoren bei normaler Thrombozytenzahl und erhöhter Permeabilität der Kapillaren durch Wandschädigungen. Auf die Nierenbeteiligung weisen eine Proteinurie und Mikrohämaturie hin. Nach einer kurzen Entfieberung nach dem 5.–7. Tag kann es zu einem neuerlichen Fieberanstieg nach weiteren drei bis fünf Tagen kommen. Die Prognose ist ernst, und die Letalität liegt für hospitalisierte Patienten bei etwa 15–16 %, bei schwangeren Frauen jedoch bei etwa 30–50 %.

### Komplikationen
Zwischen dem 5. und 8. Tag des Ausbruchs des Lassa-Fiebers stellt die hämorrhagische Blutungsneigung (Diathese) eine gefürchtete Komplikation dar, des Weiteren die Pneumonie, unter Umständen mit Begleitpleuritis und Erguss. Sie tritt häufig in der zweiten Woche auf und ist in einigen Fällen die Todesursache gewesen. Zu nennen sind noch Meningismus, Verwirrtheitszustände und Benommenheit. Die Rekonvaleszenz ist deutlich verzögert, und Kreislaufprobleme können noch lange nach der Erkrankung anhalten.

## Diagnose
Test auf Erreger der Rachenspülflüssigkeit, des Pleura- oder Aszitespunktats oder durch Titeranstieg in der Komplementbindungsreaktion. Diese Untersuchungen sind nur in Laboren mit speziellen Sicherheitseinrichtungen durchführbar.
Differentialdiagnostisch kommen Malaria, Influenza, Typhus und septisches Fieber in Frage.

## Therapie
Eine spezifische Therapie ist nicht bekannt. Innerhalb der ersten sechs Tage der Erkrankung war das Virostatikum Ribavirin (oral, intravenös oder als Immunplasma) erfolgreich. In anderen 6 Fällen wurde Rekonvaleszentenserum gegeben und war bei 5 dieser 6 Fälle ebenfalls erfolgreich. Fiebersenkende Mittel werden gegeben und sorgfältigste Pflege ist selbstverständlich. Ständige Überwachung des Flüssigkeitshaushaltes und des Kreislaufes sind erforderlich.

## Vorbeugung
Gegen das Lassafieber existiert bislang keine Schutzimpfung zur Vorbeugung, an der Entwicklung eines Impfstoffes wird jedoch gearbeitet.
Erkrankte und Personen mit Verdacht auf eine Erkrankung müssen strikt isoliert werden. Die Ausscheidungen des Patienten müssen vor Entsorgung desinfiziert werden. Im Patientenkontakt ist Schutzkleidung notwendig.

## Meldepflicht und Absonderung
In der Schweiz ist die Erkrankung Lassa-Fieber meldepflichtig und zwar nach dem Epidemiengesetz (EpG) in Verbindung mit der Epidemienverordnung und Anhang 1 der Verordnung des EDI über die Meldung von Beobachtungen übertragbarer Krankheiten des Menschen. Meldepflichtig sind Ärzte, Spitäler usw. Meldekriterien sind klinischer Verdacht und Rücksprache mit Fachärztin oder Facharzt für Infektiologie und Veranlassung einer erregerspezifischen Labordiagnostik.
In Deutschland schreibt das Infektionsschutzgesetz (IfSG) in § 6 IfSG eine generelle namentliche Meldepflicht bei Verdacht, diagnostizierten Erkrankungen oder Todesfällen durch virale hämorrhagische Fieber vor. Zudem ist nach diesem Recht der direkte oder indirekte Nachweis andere Erreger hämorrhagischer Fieber namentlich meldepflichtig nach § 7 IfSG, soweit der Nachweis auf eine akute Infektion hinweist. Meldepflichtig sind die feststellenden Ärzte usw. bzw. Labore (§ 8 IfSG).  Eine unverzügliche Isolierung bzw. Quarantäne ist im Gegensatz zu fast allen anderen Infektionen bei von Mensch zu Mensch übertragbaren hämorrhagischen Fiebern für Erkrankte bzw. der Erkrankung Verdächtige zwingend vorgeschrieben (§ 30 Abs. 1 Satz 1 IfSG [Absonderung], zusammen mit Lungenpest).
In Österreich ist virusbedingtes hämorrhagisches Fieber gemäß § 1 Abs. 1 Ziffer 1 Epidemiegesetz 1950 bei Verdacht, Erkrankung und Tod anzeigepflichtig. Zur Anzeige verpflichtet sind unter anderen Ärzte und Labore (§ 3 Epidemiegesetz).